# لي نومبريل
لي نومبريل (بالفرنسية: Les Nombrils)‏ هي سلسلة قصص مصورة كندية من تأليف الكاتبة الكندرية ماريز دوبوك، ورسم زوجها ديلاف. 

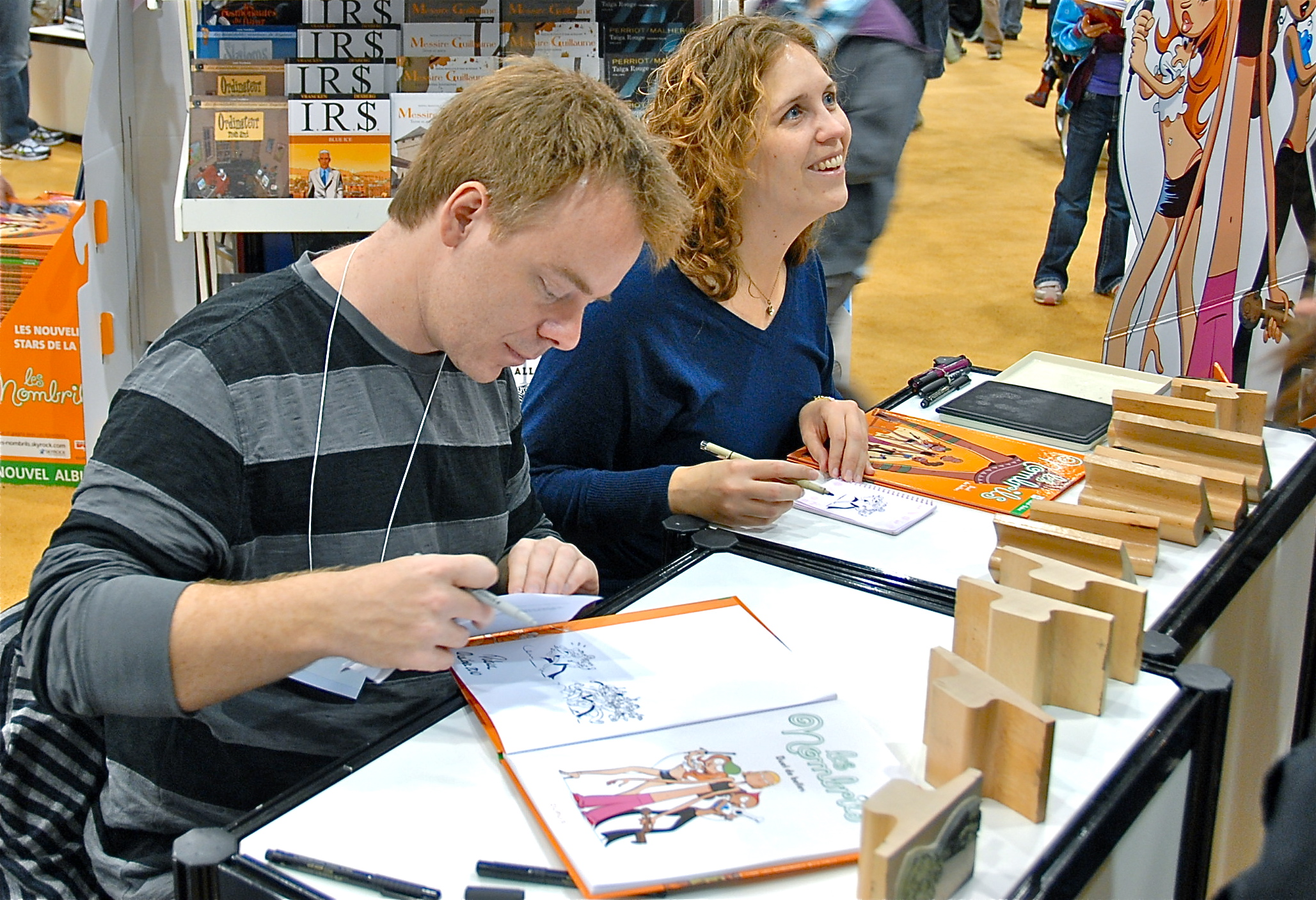
الفنان ديلاف (يسار) والكاتبة دوبوك (يمين) في صالون الكتاب الدولي في كيبيك في مدينة كيبيك، 2010

## روابط خارجية
- "لي نومبريل": الموقع الرسمي باللغة الفرنسية